# Herman van Speult

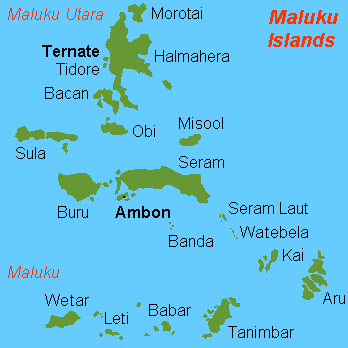
De Molukken, een eilandengroep

Herman van Speult (?? - Mokka (Jemen), augustus 1626) was een koopman in dienst van de VOC. In 1618 werd hij luitenant-gouverneur op het eiland Ambon, waar hij Adriaen Maertensz. Block en Steven van der Hagen opvolgde. Van Speult organiseerde in 1625 de eerste hongitocht tegen Hoamoal.

## Relaas
Van Speult verliet het eiland Texel in 1613, en kwam na een reis van tien maanden aan in Bantam. Hij was in dienst geweest van Spanje, waar hij met de pokken besmet raakte. In 1619 werd hij door Coen benoemd in de Raad van Indië. Hij adviseerde de bewindhebbers om slaven uit Madagaskar in te zetten op de foelie- en kruidnagelplantages, want de plaatselijke bevolking wilde niet echt meewerken. Om hen te gerieven adviseerde Van Speult enkele inlanders naar Holland te sturen om theologie te studeren. De bewindhebbers stonden toe dat er twee uit Ambon en twee uit Ternate overkwamen. Negen jongelingen werden van school gehaald en geïnstrueerd om zending te bedrijven in de dorpen.
Ook op Ceram had de VOC problemen controle te houden over de bevolking. Na de verovering van Lontor liet Coen de dorpshoofden van Ambon door Van Speult bijeenroepen om zich met "zoete woorden" te verzekeren van hun medewerking. Op kosten van de plaatselijke bevolking werd er een stenen kerk gebouwd, toen de houten niet meer voldeed. In dergelijke onkosten had de VOC geen trek. In oktober 1621 was Van Speult op inspectie op Ceram; zijn schip werd omsingeld. Van Speult liet 80 of 90 man uitmoorden. Nadat de bevolking van Wai moslim was geworden liet Van Speult het dorp afbranden. Toen Coen afscheid naar als gouverneur-generaal werd Pieter de Carpentier met 9 stemmen verkozen en niet Van Speult die slechts een stem verkreeg.
Om de positie van de VOC in Azië te versterken zou moeten worden bezuinigd, meer belasting worden geheven, slavenarbeid moeten worden ingevoerd en de handel op China uitgebreid. Van de Coromandel werden 930 slaven, meest vrouwen en kinderen ingevoerd. Een deel van de slaven kwam onderweg om van de honger, omdat de rijstketels onderweg stuk waren gegaan en er een gebrek was aan water en brood. De slaven hadden zich mogelijk vrijwillig aangemeld omdat er hongersnood heerste in het land van oorsprong. 200 slaven die waren buitgemaakt op de Portugezen brachten in Batavia goed geld op. Van Speult liet 5.000 kokospalmen aanplanten, iets waartoe de bevolking en de VOC-dienaren niet toe bereid of in staat waren.
Coens grote ergernis was het gezelschap van de Engelsen te moeten dulden op Ambon. Op 23 februari 1623 kreeg Van Speult te horen dat een Japanse huursoldaat gevraagd had naar de afwisseling van de wacht op het kasteel. De Japanner werd ondervraagd en bekende op de pijnbank, dat hij door de Engelsen was omgekocht. Als er een Engels schip aankwam zouden de wachten worden overvallen, Van Speult gevangengenomen worden en iedereen die zich verzette, worden doodgeslagen. Tien Engelsen, een Portugese slavenopzichter en negen Japanners werden op 9 maart ter dood veroordeeld. Het gevolg van dit "waanidee" leidde tot de Ambonse Moord.
De afhandeling van deze zaak werd een bron van irratie tussen de Republiek en Engeland. In 1624 richtte Dudley Carleton zich met een klacht over deze zaak tot de Staten-Generaal der Nederlanden. Er waren procedurefouten gemaakt en Van Speult had er beter aan gedaan de gevangenen uit te leveren aan de rechters in Jacatra. De vonnissen waren uitgesproken zwaar.
Op 21 januari 1623 (?) zou Van Speult de haven hebben verlaten voor een expeditie naar Nieuw-Guinea, om het gebied in kaart te brengen en op zoek naar het onbekende Zuidland. Mogelijk is tijdens deze reis de rivier Jardine ontdekt, maar vrij zeker is dat Speult Land en Speult Point naar hem zijn genoemd.
In april 1625 zijn 65 tot 90.000 kruidnagelbomen verwoest op Ceram en ettelijke dorpen platgebrand; Van Speult kreeg de hulp van de bemanning van de Nassause vloot, die onder leiding van Jacques l'Hermite was vertrokken en daartoe ook de plannen had voorbereid. 
Van Speult gaf om vooralsnog onduidelijke redenen z'n functie op. Zijn opvolger Jan van Gorcum sloot een wapenstilstand met de inwoners van Ceram. Van Speult voer in september via Batavia naar Suratte in India. Met vier schepen met handelswaar ging hij vandaar naar Mokka in Jemen. Hij reisde toen over land naar de hoofdstad, Sanaa, om handelsovereenkomsten te sluiten, maar liep daar een ziekte op. Bij terugkomst overleed hij. Hij werd in Mokka 'magnifiquelijcken' begraven.